# Ruta Estatal de California 66
La Ruta Estatal de California 66 (en inglés: California State Route 66) es una carretera estatal estadounidense ubicada en el estado de California. La carretera inicia en el Oeste desde la SR 210  en La Verne hacia el Este en la I 215  en San Bernardino, y tiene longitud de 52 km (32.321 mi).

## Mantenimiento
Al igual que las autopistas interestatales, y las rutas federales y el resto de carreteras estatales, la Ruta Estatal de California 66 es administrada y mantenida por el Departamento de Transporte de California por sus siglas en inglés Caltrans.

## Cruces
La Ruta Estatal de California 66 es atravesada principalmente por la I 15  en Rancho Cucamonga.
| Condado | Localidad           | Miliario                                            | Destinos                                             | Notas                                                   |
| --- | ------------------- | --------------------------------------------------- | ---------------------------------------------------- | ------------------------------------------------------- |
| Los Ángeles LA R0.19-5.34                                                                                                 | La Verne            | R0.19                                               | Foothill Boulevard                                   | Continuación más allá de la SR 210; antigua US 66 oeste |
| Los Ángeles LA R0.19-5.34                                                                                                 | La Verne            | R0.19                                               | SR 210 (Foothill Freeway) – Pasadena, San Bernardino | Interchange                                             |
| Los Ángeles LA R0.19-5.34                                                                                                 | La Verne            | 1.73                                                | Fruit Street, White Avenue                           |                                                         |
| Los Ángeles LA R0.19-5.34                                                                                                 | Pomona              | 2.54                                                | Garey Avenue                                         |                                                         |
| Los Ángeles LA R0.19-5.34                                                                                                 | Pomona              | 3.22                                                | Towne Avenue a I-10                                  |                                                         |
| Los Ángeles LA R0.19-5.34                                                                                                 | Claremont           | 3.22                                                | Towne Avenue a I-10                                  |                                                         |
| Los Ángeles LA R0.19-5.34                                                                                                 | 4.16                | Indian Hill Boulevard                               |                                                      |                                                         |
| Los Ángeles LA R0.19-5.34                                                                                                 | Claremont Boulevard |                                                     |                                                      |                                                         |
| San Bernardino SBD 0.00-23.05                                                                                             | Upland              |                                                     | Monte Vista Avenue                                   |                                                         |
| San Bernardino SBD 0.00-23.05                                                                                             | Upland              | 0.58                                                | Central Avenue a I-10                                |                                                         |
| San Bernardino SBD 0.00-23.05                                                                                             | Upland              | 1.69                                                | Mountain Avenue                                      |                                                         |
| San Bernardino SBD 0.00-23.05                                                                                             | Upland              | 2.78                                                | SR 83 (Euclid Avenue) I 10                           |                                                         |
| San Bernardino SBD 0.00-23.05                                                                                             | Upland              | Extremo este mantenida por el estado                |                                                      |                                                         |
| San Bernardino SBD 0.00-23.05                                                                                             | Rancho Cucamonga    |                                                     |                                                      |                                                         |
| San Bernardino SBD 0.00-23.05                                                                                             | 4.08                | Grove Avenue                                        |                                                      |                                                         |
| San Bernardino SBD 0.00-23.05                                                                                             | Vineyard Avenue     |                                                     |                                                      |                                                         |
| San Bernardino SBD 0.00-23.05                                                                                             | 6.15                | Archibald Avenue                                    |                                                      |                                                         |
| San Bernardino SBD 0.00-23.05                                                                                             | 7.33                | Haven Avenue                                        |                                                      |                                                         |
| San Bernardino SBD 0.00-23.05                                                                                             | Milliken Avenue     |                                                     |                                                      |                                                         |
| San Bernardino SBD 0.00-23.05                                                                                             | Day Creek Boulevard |                                                     |                                                      |                                                         |
| San Bernardino SBD 0.00-23.05                                                                                             | 9.80                | I 15 (Ontario Freeway) – San Diego, Barstow         | Interchange                                          |                                                         |
| San Bernardino SBD 0.00-23.05                                                                                             | 10.33               | Etiwanda Avenue                                     |                                                      |                                                         |
| San Bernardino SBD 0.00-23.05                                                                                             | Fontana             | 12.33                                               | Cherry Avenue                                        |                                                         |
| San Bernardino SBD 0.00-23.05                                                                                             | Fontana             | 14.36                                               | Citrus Avenue                                        |                                                         |
| San Bernardino SBD 0.00-23.05                                                                                             | Fontana             | 15.37                                               | Sierra Avenue                                        |                                                         |
| San Bernardino SBD 0.00-23.05                                                                                             | Fontana             | 16.39                                               | Alder Avenue                                         |                                                         |
| San Bernardino SBD 0.00-23.05                                                                                             | Fontana             | Extremo oeste mantenida por el estado               |                                                      |                                                         |
| San Bernardino SBD 0.00-23.05                                                                                             | Rialto              |                                                     |                                                      |                                                         |
| San Bernardino SBD 0.00-23.05                                                                                             | Cedar Avenue        |                                                     |                                                      |                                                         |
| San Bernardino SBD 0.00-23.05                                                                                             | 19.13               | Riverside Avenue                                    |                                                      |                                                         |
| San Bernardino SBD 0.00-23.05                                                                                             | 20.14               | Pepper Avenue                                       |                                                      |                                                         |
| San Bernardino SBD 0.00-23.05                                                                                             | 20.14               | Pepper Avenue                                       | San Bernardino                                       |                                                         |
| San Bernardino SBD 0.00-23.05                                                                                             | 22.41               | Mount Vernon Avenue                                 | Former US 66 east                                    |                                                         |
| San Bernardino SBD 0.00-23.05                                                                                             | 23.05               | I 215 (San Bernardino Freeway) – Riverside, Barstow | Interchange; antigua I-15E / US 91 / US 395          |                                                         |
| San Bernardino SBD 0.00-23.05                                                                                             | 23.05               | 5th Street                                          | Continuación más allá de la I-215                    |                                                         |
| 1.000 mi = 1.609 km; 1.000 km = 0.621 mi Cerrada/Antigua • Terminal concurrente • Acceso incompleto • Propuesta/Sin abrir |                     |                                                     |                                                      |                                                         |